# Victim (démo)
Albums de Gojira
Possessed
(1997)
Victim est la première démo du groupe de death metal français Gojira qui s’appelait alors Godzilla,, sortie en 1996.

## Liste des titres
| No | Titre             | Durée |
| -- | ----------------- | ----- |
| 1. | Victim            | 5:27  |
| 2. | Blasphemy         | 4:26  |
| 3. | Rigor Mortis      | 4:18  |
| 4. | Sentenced to Life | 4:36  |